# 주재
주재(朱才, ? - ?)는 중국 삼국 시대 오나라의 무장으로, 주치의 아들이며, 자 (이름)는 군업(君業)이다.

## 행적
젊어서 교위(무위교위)가 되어 병사를 거느렸으며, 각지를 정벌하여 여러 차례 이기고 공을 세웠다. 아버지의 작위를 잇고 편장군으로 승진했다. 병사했다.

## 인물
사람됨이 정하고 민첩하였으며, 기사를 잘 하여 손권이 사랑하고 기이히 여겨 항상 손권을 시종하여 놀았다. 뜻을 향당에 두지 않고, 빈객들에게 두었으며, 재물을 경시하고 의를 숭상했으며, 또 병법을 배워 명성이 널리 퍼졌다.

## 친척 관계
주완(朱琬, ? ~ ?)은 아버지의 작위를 잇고 진서장군(鎭西將軍)이 되었으며, 봉황 원년(272년), 육항의 지휘를 받아 보천의 반란을 진압하러 출전했고, 서진의 파동감군(巴東監軍) 서윤(徐胤)이 이끄는 수군을 수군독 유려(留慮)와 함께 막았다.